# Exorcism

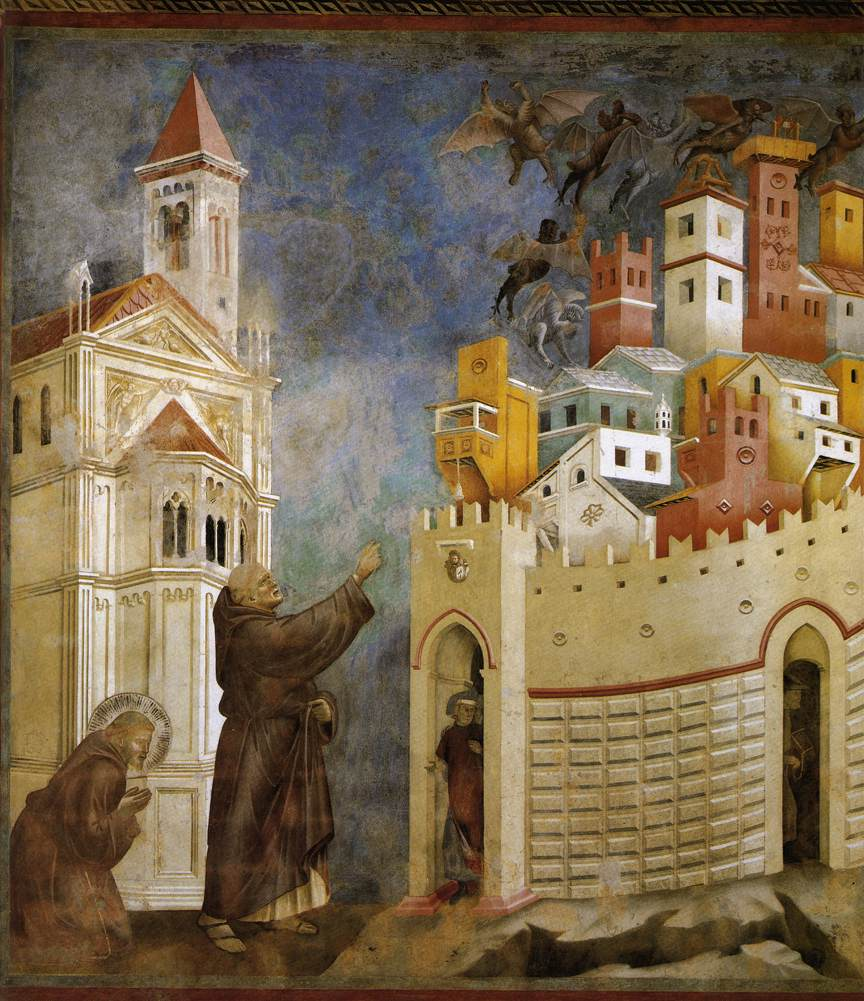
Franciskus av Assisi driver ut demoner i Arezzo, fresk av Giotto.

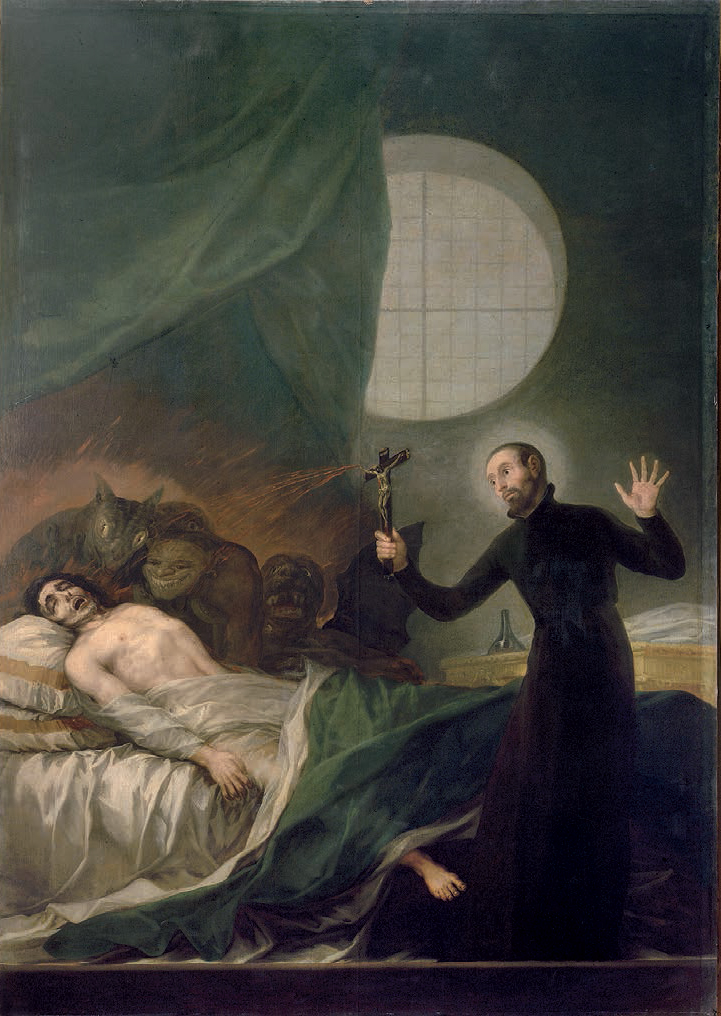
Målning av Francisco Goya föreställande Franciskus Borja utförandes en exorcism.

Begreppet exorcism eller andeutdrivning syftar på utdrivning eller besvärjelse av andar ur människor som anses vara besatta eller där onda andar ha tagit människan i besittning och upphov till sjukdom och lidande. Botande görs genom magiska formler, rening och omnämnande av namn på någon gudom.
Exorcism förekommer inom så gott som alla religioner och kulturer där man räknar med andeväsen, till exempel hos Jívaro-folket. Inom kristendomen förekommer det mera sällan inom protestantismen, men utövas fortfarande inom katolska och ortodoxa kyrkan.
Föreställningen om att någon/något kan vara besatt av en ond ande och att man endast genom exorcism kan driva ut detta väsen är urgammal och utbredd över stora delar av världen.

## Kristendom
I kristendomens Nya testamentet är exorcism ett av de många mirakel som Jesus Kristus, utför. Då Jesus sände ut sina lärjungar att förkunna ankomsten av gudsriket, gav han dem ”makt över de andra andarna”. Se också till exempel Markus 1:23–27; 5:2–17 (jämför Markus 6:7, 13). Det framgår också av Apostlagärningarna (19:13), att demonbesvärjelser var vanliga i den äldsta kristna tiden.
På 200-talet kom exorcismen in i dopritualen, eftersom man menade att den odöpte stod under djävulens makt. I flera kristna samfund har bruket levt kvar. Inom den grekisk-ortodoxa kyrkan sker exorcismen med dopvattnet. Prästen gör tre korstecken på ytan och botten av dopvattnet för att jaga iväg de demoniska makterna som finns i vattnet och blåser därefter på vattnet, för att ingjuta den Helige anden. I den romersk-katolska kyrkan ingår exorcism både vid dop av barn och vuxna. Präster inom den katolska kyrkan kan, sedan undersökningar visat att det är tal om en besatthet och efter bemyndigande från biskopen, utföra exorcism, för vilken det finns en ritual.
Via Martin Luther bibehölls exorcism i de nordiska kyrkorna till 1783 i Danmark-Norge, till 1811 i Sverige och till 1886 i Finland. I Svenska Kyrkan bibehålls den mindre formen av exorcism som sker inom dopritualen in i modern tid genom den så kallade befrielsebönen (samt inom andra lutherska samfund genom liknande dopordningar), vilken är en fast del av Kyrkans dopordning.
Under senare år har betydelsen av exorcistiska ceremonier minskat inom de flesta religiösa grupper och användningen av dessa ceremonier har minskat (dock inte inom katolska och ortodoxa kyrkan). I stort sett är det nu bara i östra Europa och Afrika, där fall som har med exorcism att göra har uppmärksammats av media; Anneliese Michels fall är kanske det nyaste av fallen som blivit uppmärksammat. Ett undantag är dock ett åtal i Borås 2012, enligt vilket en flicka påståtts ha blivit utsatt för andeutdrivning av sina föräldrar.

### Fotnoter
1. ↑  ”Arkiverade kopian”. Arkiverad från originalet den 14 januari 2019. https://web.archive.org/web/20190114044348/https://www.svenskakyrkan.se/dopsajten/gudstjanstordningen. Läst 13 januari 2019.
2. ↑  Andeutdrivning bakom barnmisshandel, svt.se 28 januari 2012